# Ramses IX
Ramses IX was een Farao uit de 20e dynastie. Zijn regeringsperiode duurde achttien jaar (van ca. 1131-1112 v.Chr.), wat vrij lang was in vergelijking met zijn voorgangers van dezelfde dynastie.
Zijn bewind werd gekenmerkt door een verder verval van het koninklijk gezag. Zo was er tijdens zijn regeringsperiode een grote plundering van de koninklijke necropool en verkregen de priester van Amon steeds grotere macht.
Hij werd opgevolgd door Ramses X, wiens relatie met Ramses IX nog steeds niet duidelijk is.

## Bouwwerken
- Zijn Graf DK 6 in de Vallei der Koningen